# Rinard (Iowa)
Rinard est une ville du comté de Calhoun, en Iowa, aux États-Unis. 
Elle est fondée en 1904. La ville est à la jonction des lignes de chemin de fer Chicago Great Western et Fort Dodge, Des Moines and Southern railways. Elle est incorporée le 29 décembre 1914.

## Source de la traduction
- (en) Cet article est partiellement ou en totalité issu de l’article de Wikipédia en anglais intitulé « Rinard, Iowa » (voir la liste des auteurs).